# Helmut Dantine
Helmut Dantine, född Helmut Guttmann 7 oktober 1917 i Wien, död 3 maj 1982 i Beverly Hills, Kalifornien, var en österrikisk-amerikansk skådespelare och filmproducent.

## Rollista i urval
- 1942 – Att vara eller icke vara
- 1942 – Casablanca
- 1942 – Mrs. Miniver
- 1944 – På väg mot Marseille
- 1956 – Krig och fred
- 1957 – The Story of Mankind
- 1958 – Kosackernas uppror
- 1965 – På främmande mark
- 1974 – Flykten mot Botswana
- 1974 – Jakten på Alfredo Garcias huvud (även producent)
- 1975 – Killer Elite - Mördargänget (även producent)
- 1977 – Järnmaskens hemlighet